# トビリシテレビ放送タワー
トビリシテレビ放送タワー（トビリシテレビほうそうタワー、თბილისის ტელეანძა）は、ジョージアのトビリシに位置する独立塔である。1972年に竣工された。
1955年に設立したTelecenter of Georgiaによって運営されている。塔が送信する電波は、地上波放送、MMDS、ポケベルや携帯電話、そして商用放送である。山に設置されている塔の高さは274.5mであり、海抜からの高さは719.2mである。
座標: 北緯41度41分45秒 東経44度47分05秒 / 北緯41.69583度 東経44.78472度